# ادوارد آراکلیان
ادوارد آراکلیان (ارمنی: Էդուարդ Առաքելյան؛ زادهٔ ۲۸ فوریهٔ ۱۹۵۰) یک نقاش اهل ارمنستان است. وی عضو اتحادیه نقاشان ارمنستان می‌باشد.

## زندگی‌نامه
آراکلیان در ۲۸ فوریهٔ ۱۹۵۰ در گیومری (لنیناکان سابق) به دنیا آمد در سال ۱۹۵۶ وی از آکادمی هنری کودکان فارغ‌التحصیل شد و در سال ۱۹۶۶ در مدرسه هنری پانوس ترلمزیان پذیرفته شد. وی در بین سال های ۱۹۷۸ تا ۱۹۹۸ در مدرسه هنری پانوس ترلمزیان تدریس نموده است. در سال ۱۹۸۸ به عضویت اتحادیه هنرمندان اتحاد شوروی پذیرفته شد. در ۱۹۹۴ وی از سوئد دیدن نمود و به مدت دو ماه در آنجا نقاشی نمود. هم‌اکنون نقاشی‌های ادوارد آراکلیان در مجموعه‌های خصوصی افراد ساکن در استرالیا، مجارستان، روسیه، سوئد، کانادا و ایالات متحده آمریکا نگهداری می‌شود. نقاشی‌های وی در نگارخانه‌های گوناگون جمهوری‌های اتحاد شوروی سابق و کشورهای اروپایی نگهداری می‌شود. از سال ۱۹۹۴ تا ۱۹۹۸ وی در مجموعه‌ای از نمایشگاه‌ها در روسیه، گرجستان و ارمنستان شرکت نمود. از سال ۱۹۹۱ وی عضو اتحادیه جهانی هنرمندان حرفه‌ای یونسکو می‌باشد. از سپتامبر ۱۹۹۸ وی در نیویورک سیتی سکونت دارد. در دسامبر ۱۹۹۸ وی در نگارخانه Monica's Goldstrom که به بنیاد سرطان سینه لانگ آیلند اختصاص‌یافته بود، شرکت کرد. هم‌اکنون نقاشی‌های ادوارد آراکلیان در نگارخانه Royal Design Connection در کالیفرنیا در معرض دید عموم قرار دارد.

## یادداشت
1. ↑  Հենրիկ Իգիթյանի անվան Գեղագիտության ազգային կենտրոն
2. ↑  Փանոս Թերլեմեզյանի անվան գեղարվեստի պետական քոլեջ